# .am
am. هو امتداد خاص بالعناوين الإلكترونية (نطاق) domain للمواقع التي تنتمي لأرمينيا.